# Khadija El Kharraz Alami
Khadija El Kharraz Alami (Amsterdam, 1987) is een Nederlandse theatermaker, regisseur en actrice. Ze heeft Marokkaanse roots, maar groeide op in Nederland. Daardoor zoekt ze haar eigen weg tussen verschillende tradities, culturen en geloofsovertuigingen. Ze vermengt het klassieke repertoire en mythologie met autobiografische elementen en poogt "een dialoog te ontwikkelen tussen denken en doen."

## Biografie
Khadija El Kharraz Alami werd geboren in Amsterdam. Ze groeide op in een Marokkaans arbeidersgezin en dat ze naar de theaterschool in Utrecht zou gaan, was niet evident. Die achtergrond gebruikt ze als theatermaakster: “Ik wil een bepaalde onderdrukking, discriminatie en mijn eigen ervaring omzetten in een kracht.” In 2014 studeert ze af aan de acteursopleiding van de Hogeschool voor de Kunsten in Utrecht. Al tijdens haar studie is de pers lovend voor haar eerste voorstellingen en "haar krachtige speelstijl en overrompelende podiumpersoonlijkheid". Voor haar eerste werk ontvangt ze prijzen van het ITS Festival en STIP theaterproducties (Jeugdtheater Prijs).
In 2015 richt ze met Scarlet Tummers het collectief Le Mouton Noir op, waar "het kritisch denken, het streven naar het hoogste, het schoonste, het helderste en het onbekende centraal" staan. Met dit collectief maakt ze de voorstellingen De Bacchanten (2016) en Echte Mannen (2017).  
Voor haar eerste solo-voorstelling, Nu Ben Ik Medea (2018), vermengt El Kharraz Alami autobiografische elementen met het verhaal van Medea. Ze verwerkt stukken tekst uit het toneelstuk van Griekse toneelschrijver Euripides in haar performance en Medea fingeert als een alter ego met wie ze continu in de clinch ligt. Ze gaat in dialoog met dat personage, "dat door het lot geraakt wordt, blind verliefd wordt op Jason en zichzelf zo ver voorbijloopt dat ze zelfs haar eigen kinderen vermoordt. Ik heb dat archetype, dat absoluut door een man geschreven is, weer opgeëist en ben het gaan opzoeken in mezelf. Het is mijn DNA dat spreekt," verklaart ze aan Bruzz.be. Voor deze voorstelling kreeg ze artistieke begeleiding van Luk Perceval, Jip Vuik en Robbert van Heuven.
In 2020 neemt ze de regie op zich voor LET ME TELL YOU SOMETHING YOU ALREADY KNOW van auteur/actrice Merel Severs.
Re-Claiming Space (2021) is zowel een reeks voorstellingen als een onderzoek naar hoe je de roman The Waves van Virginia Woolf naar het theater kan vertalen. Volgens El Kharraz Alami is dat "Woolfs meest experimentele werk, het heeft geen plot en is heel ritmisch opgebouwd. De personages bewegen naast elkaar en hebben gedachtes en verlangens. Het onmogelijke om dit ten tonele te brengen, vind ik interessant." Hiervoor nodigt ze voor elke opvoering iemand anders uit op het podium, die ze nog nooit op het toneel of in het dagelijks leven heeft ontmoet: een performer, schrijver, kunstenaar of danser. "Re-claiming space by sharing space" is het motto. Het publiek is getuige van deze allereerste ontmoeting. Er is een beperkt script; het leeuwendeel van de voorstelling krijgt vorm door de onvoorspelbare interactie tussen de twee performers. Typerend voor deze voorstelling zijn de rituelen van El Kharraz Alami en het feit dat ze de zogenaamde vierde wand doorbreekt.
Een effectieve bewerking van The Waves volgt in 2022. Met deze voorstelling wil ze "het publiek een grotere rol geven, zodat ze zich mee verantwoordelijk voelen om het verhaal te helpen voortduwen." Daarnaast wil ze ook "de conventies van het theaterbezoek in vraag stellen", door het eerste deel te laten plaatsvinden in de publieke ruimte.
Sinds 2021 is Khadija El Kharraz Alami huisartiest van De Singel in Antwerpen. ENSEMBLE PIECE / EXHUME BURIED CRIES / BEAUTY LOVE / REANIMATE THE DEAD gaat in september 2023 in première in de Theaterstudio van De Singel. Deze "reis naar zelfontdekking bracht haar ertoe haar familiegeschiedenis te onderzoeken en haar band met de inheemse Amazigh-gemeenschap te ontrafelen." Tijdens het festival Spotlight on Georgia, in samenwerking met Europalia Georgië (2023), wordt Nu Ben Ik Medea hernomen in De Singel, aangezien "Medea volgens de overleveringen uit Georgië stamt."

## Voorstellingen
- Nu Ben Ik Medea (2018)[21][22][23]
- LET ME TELL YOU SOMETHING YOU ALREADY KNOW van Merel Severs, in een regie van Khadija El Kharraz Alami (2020)[24][25]
- Re-Claiming Space (2021) - Coproductie van Kaaitheater, Productiehuis Theater Rotterdam, NTGent, Theater Frascati, De Brakke Grond[26][27][28]
- The Waves (2022) - Coproductie van Productiehuis Theater Rotterdam, Kaaitheater, De Brakke Grond, NTGent, De Singel.[29][30][31]
- ENSEMBLE PIECE / EXHUME BURIED CRIES / BEAUTY LOVE / REANIMATE THE DEAD (2023) - Coproductie van De Singel, NTGent, Productiehuis Theater Rotterdam, Riksteatern, De Brakke Grond.[32][33]

## Acteerwerk
Als actrice maakt ze haar filmdebuut in Valentino (2013) van regisseur Remy Van Heugten. In 2015 volgt een rol in de televisieserie Penoza. In de serie Roomies duikt ze op in vier afleveringen, in de rol van "Samira". Ze speelt een van de twee hoofdrollen in Splendid Isolation (2018), de verfilmde "covid-mijmeringen" van regisseuse Urszula Antoniak.
Op het podium is ze te zien in De Bacchanten (2016) en Echte Mannen (2017) van collectief Le Mouton Noir en in Ondertussen in Casablanca (2017) van Jeroen De Man.

## Prijzen
- KBC Jongtheaterprijs en de prijs van de jongerenjury voor Nu ben ik Medea op Theater Aan Zee.[42]
- LET ME TELL YOU SOMETHING YOU ALREADY KNOW, Amsterdamse Fringe Festival 2020.[43]